# Bielice (województwo kujawsko-pomorskie)
Bielice – wieś w Polsce położona w województwie kujawsko-pomorskim, w powiecie mogileńskim, w gminie Mogilno.

## Podział administracyjny
W latach 1975–1998 miejscowość administracyjnie należała do województwa bydgoskiego.

## Demografia
Według Narodowego Spisu Powszechnego (III 2011 r.) liczyła 318 mieszkańców. Jest piętnastą co do wielkości miejscowością gminy Mogilno.

## Zabytki
Według rejestru zabytków NID na listę zabytków wpisany jest zespół dworski: dwór z pocz. XX w. i park z XIX w., nr rej.: A/421/1-2 z 6.09.1994.
Bielice zostały wydzielone w XVIII wieku jako folwark. Wraz z pobliskim Marcinkowem wchodziły w skład majętności Gozdanin. W Bielicach znajduje się dwór, nawiązujący do dawnych polskich wzorców, powstały na początku dwudziestolecia międzywojennego. Składa się on z ośmioosiowej części parterowej z gankiem balkonowym na sześciu kolumnach i kwadratowych piętrowych dobudówek, które pokryto dachami czterospadowymi. Wokół roztacza się park o powierzchni 1,36 ha z XIX w., na terenie którego wzniesiono różne obiekty szkolne. W południowej stronie parku stoi dawny folwark. Najstarszym obiektem tam się znajdującym jest dawna świniarnia-owczarnia z 1878 r.

## Oświata
W Bielicach znajduje się Zespół Szkół im. Powstańców Wielkopolskich. Nazwę tę placówka nosi od 2003 roku, lecz założona była dużo wcześniej. W kwietniu 1945 roku Wojewódzka Izba Rolnicza w Poznaniu powołała szkołę w Bielicach, której uroczyste otwarcie miało miejsce w dniu 21 listopada 1945 jako Państwowa Szkoła Gospodarstwa Wiejskiego. Ponad ćwierć wieku (lata 1976-2003) tamtejsza szkoła funkcjonowała jako Centrum Kształcenia Rolniczego.